# 段宝
段 宝（だん ほう、生没年不詳）は、モンゴル帝国（大元ウルス）支配下の雲南における第11代大理総管。

## 概要
第10代大理総管の段功の息子にあたる。1364年（至正24年）に父の段功が梁王バツァラワルミによって謀殺されたことにより跡を継いだが、それまでの経緯により梁王とは当初から対立状態にあった。一度は鶴慶路知事の楊昇のとりなしによって両者は和解したが、後に再度対立し、梁王は7度に渡って大理を攻めたが成功しなかったという。そこで、梁王は段宝を雲南行省右丞の地位を授けて懐柔しようとするも、1367年（至正27年）に紅巾軍が梁王を攻めた時に段宝は援軍要請に応じなかった。
しかしその後にようやく両者は和解に至り、段宝は元江から善闡を攻めようとする舎興の反乱を鎮圧する功績を挙げ、梁王は段宝に武定公の地位を授けた。しかしほぼ同時期に朱元璋が明朝を建国して大元ウルスの首都の大都を奪取しており、段宝は1371年（洪武4年）に明朝に使者を送って朝貢を行うことを申し出ている。その後、段宝の息子の段明が跡を継いだが、段宝の息子の段明・段世の世代に雲南一帯は明朝によって征服され、大理総管による支配は終わりを迎えることとなる。